# Pontederia parviflora
Pontederia parviflora är en vattenhyacintväxtart som beskrevs av Alexander. Pontederia parviflora ingår i släktet pontederior, och familjen vattenhyacintväxter. Inga underarter finns listade.